# Sean Depner
Sean Depner (* 12. März 1993 in Fort Langley, British Columbia) ist ein kanadischer Schauspieler.

## Biografie
Sean Depner wurde in Fort Langley, British Columbia geboren. Er besuchte die Langley Fine Arts School, wo er sich zunächst mit Drama, Kunst, Musik und Tanz beschäftigte. Später entschied er sich, Tanz und Musik abzulegen und konzentrierte sich stärker auf Schauspiel und Regie. Nach seinem Schulabschluss studierte er Regie und Kameraführung an der Vancouver Film School. Zusätzlich absolvierte er eine sechsmonatige intensive Schauspielausbildung an der Vancouver Acting School und erhielt später ein Stipendium für die American Academy of Dramatic Arts in New York, wo er ein Jahr lang studierte. Danach nahm er an einem zweijährigen Programm an der London Academy of Music and Dramatic Art teil und schloss dieses 2017 ab.
Depner begann seine Schauspielkarriere in den späten 2000er- und frühen 2010er-Jahren und spielte zunächst in Kurzfilmen und kleineren Fernseh-Rollen, so in The Killing oder Supernatural. Später übernahm er auch größere Rollen in bekannteren Fernsehserien. Bekannt wurde er für seine Darstellung des Hauptantagonisten Bret Weston Wallis in den späteren Staffeln der CW-Fernsehserie Riverdale sowie für seine Darstellung von Viktor, einer Hauptfigur in der Fernsehserie Deadly Class. Weitere Episodenrollen wie in Fargo und Tracker folgten.

## Filmografie (Auswahl)
- 2012: Don't Speak at Funerals (Kurzfilm)
- 2014: The Killing (Fernsehserie, Folge 4x06)
- 2014: The Katherine Problem (Kurzfilm)
- 2018: Chain of Fools (Kurzfilm)
- 2018: Supernatural (Fernsehserie, Folge 13x17)
- 2018: Travelers – Die Reisenden (Travelers, Fernsehserie, Folge 3x04)
- 2018–2019: Deadly Class (Fernsehserie, 7 Folgen)
- 2019: The Order (Fernsehserie, 4 Folgen)
- 2019–2023: Riverdale (Fernsehserie, 19 Folgen)
- 2020: Chilling Adventures of Sabrina (Fernsehserie, Folge 4x06)
- 2020: Mit Liebe zum Mord – Der Juwelenraub (Aurora Teagarden Mysteries – Heist and Seek, Fernsehreihe)
- 2021: Love Hard
- 2022: Nancy Drew (Fernsehserie, 2 Folgen)
- 2022: Reginald the Vampire (Fernsehserie, Folge 1x05)
- 2023: It’s a Wonderful Knife
- 2023: Fargo (Fernsehserie, 2 Folgen)
- 2024: FMK (Kurzfilm)
- 2024: Mit Liebe zum Mord – A Lesson in Murder (Aurora Teagarden Mysteries – A Lesson in Murder, Fernsehreihe)
- 2025: Tracker (Fernsehserie, Folge 2x16)